# Happy Jack (canción)
«Happy Jack» es una canción de la banda de rock The Who, publicada en diciembre de 1966, alcanzó el lugar #3 en las listas musicales del Reino Unido y el puesto #24 en los Estados Unidos en marzo de 1967, siendo su primer hit dentro de los "top 40" en aquel país. Fue incluida en la versión estadounidense de su segundo trabajo. El álbum se tituló A Quick One en el Reino Unido y Happy Jack en los Estados Unidos.

## Historia
Esta canción cuenta con Roger Daltrey en la voz principal junto a John Entwistle cantando el primer verso (es una de las únicas canciones compuestas por Pete Townshend, con Entwistle en función de la voz principal). En el final de «Happy Jack», se escucha a Townshend gritar «I saw you!» («¡Te vi!»), grito que iba dirigido al baterista Keith Moon, cuando trataba de añadir a escondidas  su voz a la grabación, algo que al resto de la banda no le gustaba.
Según algunas fuentes, Townshend informó que la canción trata sobre un hombre que dormía en la playa cerca de donde vacacionaba en su juventud. Los niños en la playa se reían del hombre y una vez lo enterraron en la arena. Sin embargo, el hombre nunca pareció enojarse y atinaba sólo a sonreír como respuesta.

## Interpretaciones en vivo
Esta canción fue interpretada por primera vez por The Who en 1967 y continuó siendo tocada hasta 1970, como también, en el primer concierto en solitario de Townshend, en 1974. Las actuaciones más recientes de esta canción fueron versiones cortas de un minuto y medio en el Shepherd's Bush Empire, en Londres, el 22 y 23 de diciembre de 1999.
Una burla  de esta canción fue tocada en un concierto de 1982 en Indianápolis para apaciguar a un fan que llevaba un cartel que decía: «Toquen  Happy Jack, es mi cumpleaños!», que estaba bloqueando la visión de varios fanes detrás de él. Sin embargo, Townshend dijo que él y la banda no podían recordar cómo tocar la canción de forma completa.

## Versiones
La banda de rock estadounidense Southern Culture on the Skids versionó la canción en su álbum de 2007 Countrypolitan Favorites. La canción fue utilizada como banda sonora para un controvertido comercial de Hummer.